# Старий Гай (Люблінське воєводство)
Старий Гай (пол. Stary Gaj) — село в Польщі, у гміні Войцехув Люблінського повіту Люблінського воєводства.
Населення — 209 осіб (2011).

## Демографія
Демографічна структура станом на 31 березня 2011 року:
|          | Загалом | Допрацездатний вік | Працездатний вік | Постпрацездатний вік |
| -------- | ------- | ------------------ | ---------------- | -------------------- |
| Чоловіки | 101     | 18                 | 68               | 15                   |
| Жінки    | 108     | 23                 | 55               | 30                   |
| Разом    | 209     | 41                 | 123              | 45                   |